# Benedikt Waltenberger
Benedikt Waltenberger (1581 Olomouc – 1. října 1645 Vídeň) OPraem byl premonstrátský řeholní kanovník a v letech 1610–1645 opat kanonie v Zábrdovicích.

## Stručný životopis
Pocházel z olomoucké luteránské rodiny, ale na studiích v jezuitském gymnáziu v Brně se obrátil ke katolicismu a r. 1600 vstoupil do zábrdovického kláštera. Působil potom i na Strahově, roku 1610 se stal opatem zábrdovického kláštera. Po svém nástupu se snažil o materiální konsolidaci kláštera, kterou přerušilo stavovské povstání roku 1619, kdy byly klášterní statky konfiskovány. Po vítězství katolické strany se snažil o obnovu kláštera. Během jeho opatského působení se klášter rozrostl o 20 řeholníků, dalších 11 bylo postupně vysláno do Nové Říše, která se r. 1641 stala mužskou řeholní komunitou. Waltenberger obnovil pozornost k osobnosti zakladatele kláštera Lva z Klobouk, splatil dluhy konventu, roku 1628/1629 začal znovu stavět celý klášter, r. 1634 vystavěl nový klášterní dvůr v Kloboukách, postavil kostel sv. Václava v Ochozi. Roku 1636 klášter shořel, jeho následná obnova byla přerušena švédskou invazí do země. Opat poslal většinu kanovníků do Uher a do Rakouska, sám zůstal s pěti bratřími v Zábrdovicích. Během švédského obléhání Brna (květen-15. srpen 1645) se uchýlil do klášterního domu v Brně, a po jeho skončení, kdy byly Zábrdovice Švědy vypáleny, odešli do Vídně. Tam Waltenberger krátce poté zemřel. Roku 1782 byly jeho tělesné pozůstatky převezeny z Vídně do Zábrdovic, kde byly zasazeny do vnější zdi kostela.